# الساندرو سیگرینا
الساندرو سیگرینا (انگلیسی: Alessandro Sgrigna؛ زادهٔ ۲۴ آوریل ۱۹۸۰) بازیکن فوتبال اهل ایتالیا است.
از باشگاه‌هایی که در آن بازی کرده‌است می‌توان به باشگاه فوتبال هلاس ورونا، باشگاه فوتبال اینتر میلان، باشگاه فوتبال کارپی، باشگاه فوتبال تورینو، باشگاه فوتبال لودیجیانی کالچو، باشگاه فوتبال چیتادلا، باشگاه فوتبال باری، باشگاه فوتبال پیستویزه، باشگاه فوتبال تریستیانا، باشگاه فوتبال رجانا، و باشگاه فوتبال ویچنزا اشاره کرد.
وی همچنین در تیم‌های ملی فوتبال بازی کرده‌است.